# Ludwig Geyer (actor)
Ludwig Geyer (Eisleben, 1779 - Dresden, 30 setembre 1821) va ser un actor, dramaturg i pintor alemany. Va ser el padrastre del compositor Richard Wagner, el pare biològic del qual va morir uns sis mesos després del seu naixement. En els seus últims anys Wagner va trobar algunes cartes que el van portar a especular amb la possibilitat que Geyer podria haver estat el seu veritable pare biològic i que Geyer era jueu. La relació de Geyer amb Wagner va ser una de diverses controvèrsies que van envoltar el compositor al llarg de la seva vida.